# Polícia do Estado (Itália)
A Polícia do Estado (Polizia di Stato ou PdS) é uma força nacional de polícia italiana, de estatuto civil e disciplina militarizada, responsável pela prestação do serviço geral de polícia na Itália, nos ramos de polícia judiciária e policiamento ostensivo uniformizado, este, nas modalidades de patrulhamento rodoviário, ferroviário, aeroportuário, alfandegário (junto com a Guardia di Finanza), fluvial, bem como, de apoio às guardas municipais.
Tem a sua origem no Corpo da Guarda da Segurança Pública, criada pela Lei nº 1.404, de 11 de julho de 1852, com unidades em Turim e Gênova. A Lei nº 3.720, de 13 de novembro de 1859 estendeu a competência a todo o Estado, menos a Toscana.
Está subordinada ao Departamento de Segurança Pública (Dipartimento della Pubblica Sicurezza), não se confundindo com os Carabinieri, a gendarmeria italiana, e a Guardia di Finanza, ambas organizações militares.
Pode ser considerada a congénere italiana da Polícia de Segurança Pública Portuguesa

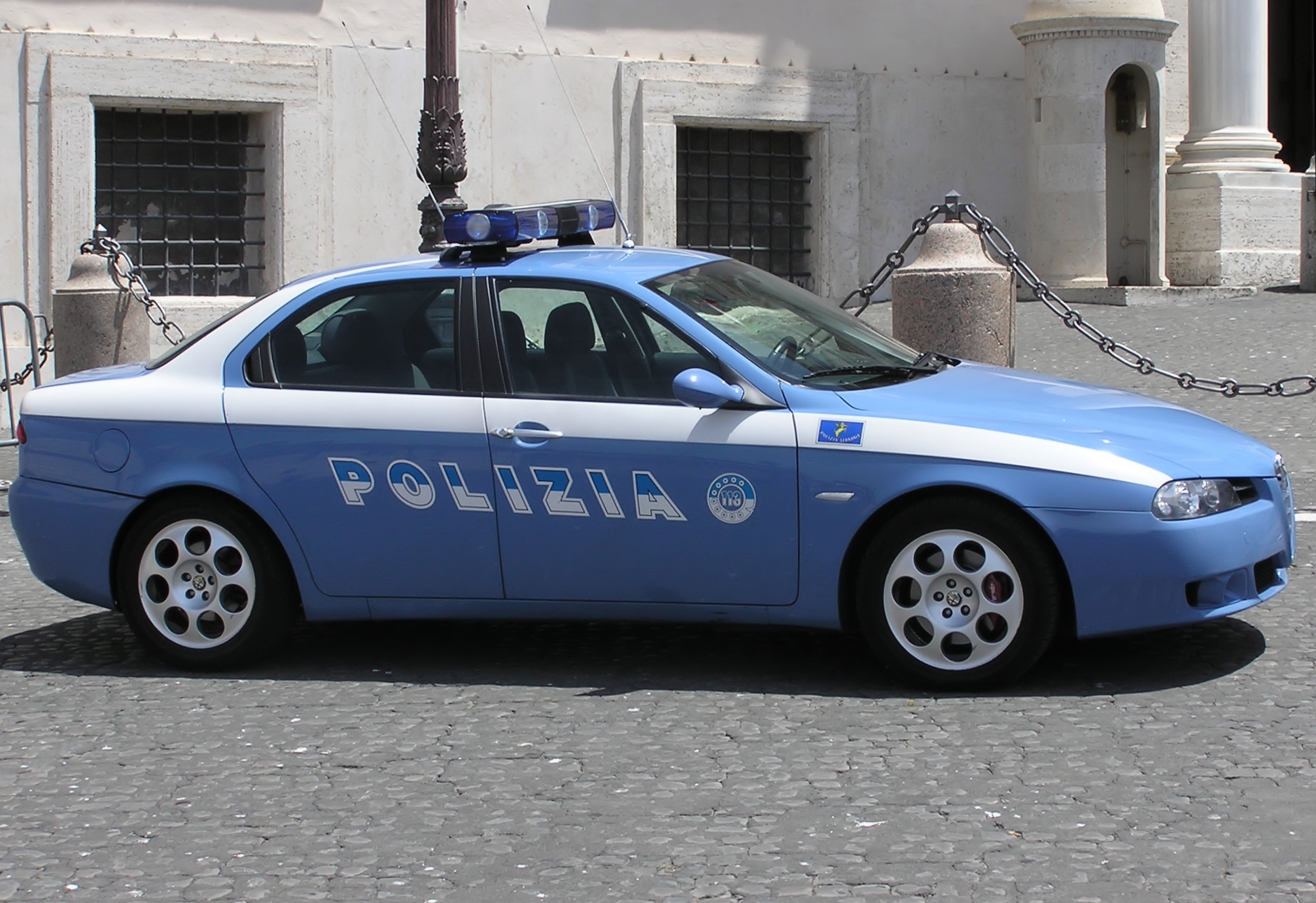
Carro patrulha

## Organização

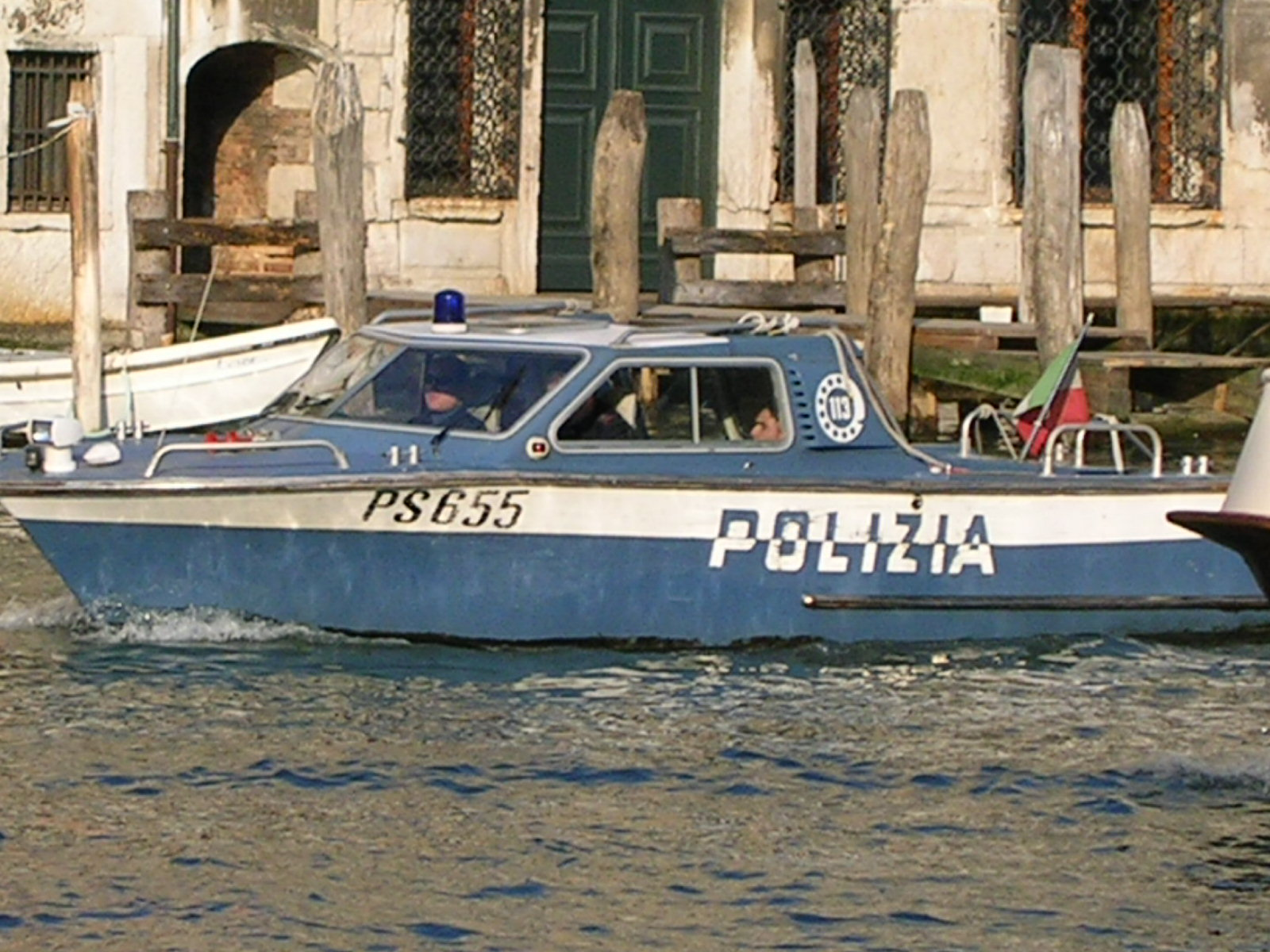
Serviço marítimo

A Direção Geral da Polizia di Stato está localizada em Roma e o seu dirigente máximo é denominado Capo della Polizia ou Chefe de Polícia. A Força tem uma organização nacional, regional e provincial. Nas cidades principais a repartição policial da PdS se denomina Questura e a autoridade policial que a chefia é chamada de Questore. Nas cidades de menor importância as unidades policiais são dirigidas pelo Vice Questore Aggiunto ou pelo Commissario Capo, Existem, ainda, projeções policiais nos distritos.

## Operações especializadas
Cerca de 24.000 policiais, quase um quarto do efetivo da PdS está empregado nos setores de Polícia Rodoviária, Polícia Ferroviária, Polícia Postal e de Telecomunicações e Polícia de Fronteiras e Imigração.

### Polícia Rodoviária
A Polizia Stradale patrulha 7.000 quilômetros de autoestradas na Itália. Sua missão é a prevenção e detecção de infrações de trânsito, proteção e controle das rodovias, apuração dos acidentes rodoviários, planejamento dos serviços afetos à sua área, operações de salvamento, escolta, cooperação para a coleta de dados estatísticos. Ainda tem a disposição Lamborghinis.

### Polícia Ferroviária
A Polizia Ferroviaria policia e dá segurança aos passageiros e seus pertences nos trens e estações da rede ferroviária italiana. Faz o controle das mercadorias perigosas e a prevenção contra a presença de vadios nas composições ferroviárias e estações. Conta com a significativa cooperação das companhias ferroviária do estado para a execução do seu trabalho.

### Correios e Telecomunicações
A Polizia Postale investiga todos os crimes em que a utilização das telecomunicações é o seu “modus operandi”. Por exemplo, a atividade dos “hackers”, a difusão “on line” da pornografia infantil, fraudes com cartões de crédito, contaminação de sistemas através da difusão de vírus e pirataria de “software”. 

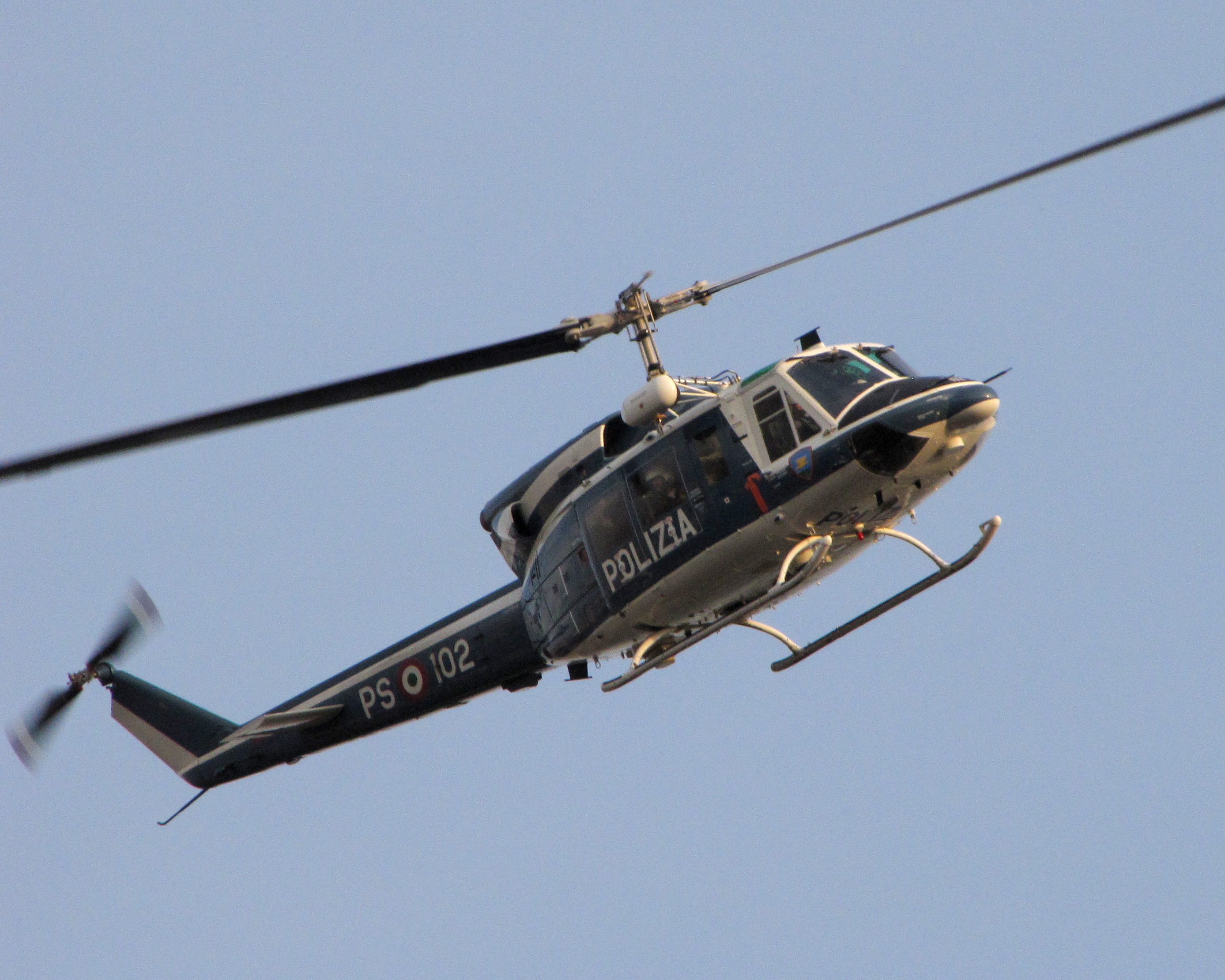
O Agusta-Bell AB-212

### Imigração e Polícia de Fronteiras
O controle do fluxo imigratório na Itália é realizado pelo Departamento de Segurança Pública através da Polizia di Frontiera, dando cumprimento aos regulamentos que disciplinam a entrada e permanência de estrangeiros. O serviço tem uma abrangência tanto em nível central como local e é executado por policiais nas fronteiras terrestres, aéreas e marítimas do território nacional. O serviço é responsável pelo controle dos passaportes, vistos de permanência e prevenção e controle da imigração ilegal, com a Guardia di Finanza. Incluí-se dentre os seus serviços a segurança dos aeroportos.

### Unidades móveis
A PdS mantêm em 13 principais cidades italianas bases de unidades especiais que podem ser despachadas para qualquer ponto do pais para a manutenção da ordem ou operações de resgate em áreas atingidas por desastres naturais. Essas unidades contam com pessoal selecionado, especialmente treinado e equipado para o desempenho dessas missões específicas. Nesse grupo se incluem o esquadrão antibomba, destacamentos de montanha, unidades de cães e unidades marítimas e aéreas.

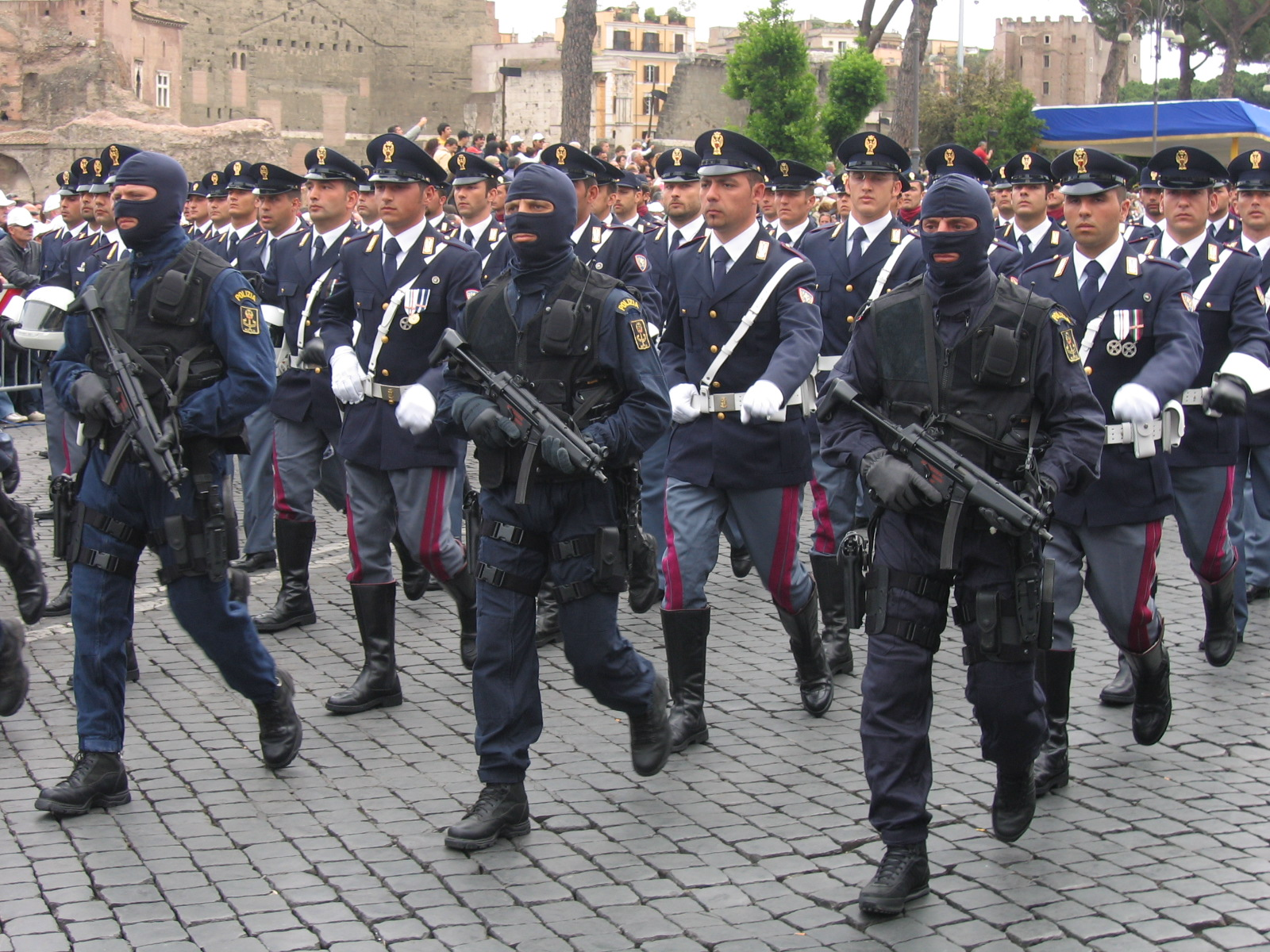
Unidade especial NOCS em desfile do Dia da República - Roma

### Polícia antiterrorismo
A polícia antiterrorismo é um ramo da Diretoria Central da Polícia Antiterrorismo e da DIGOS –Divisione Investigazioni Generali e Operazioni Speciali.
A Diretoria Central tem dois departamentos: um é o responsável pela coleta e análise de informações, enquanto o outro desenvolve e coordena investigações direcionadas à prevenção e luta contra o terrorismo.
O Nucleo Operativo Centrale di Sicurezza - NOCS é um grupo de operações especiais de segurança, tipo SWAT, que integra esse segmento policial.

## Formação e treinamento

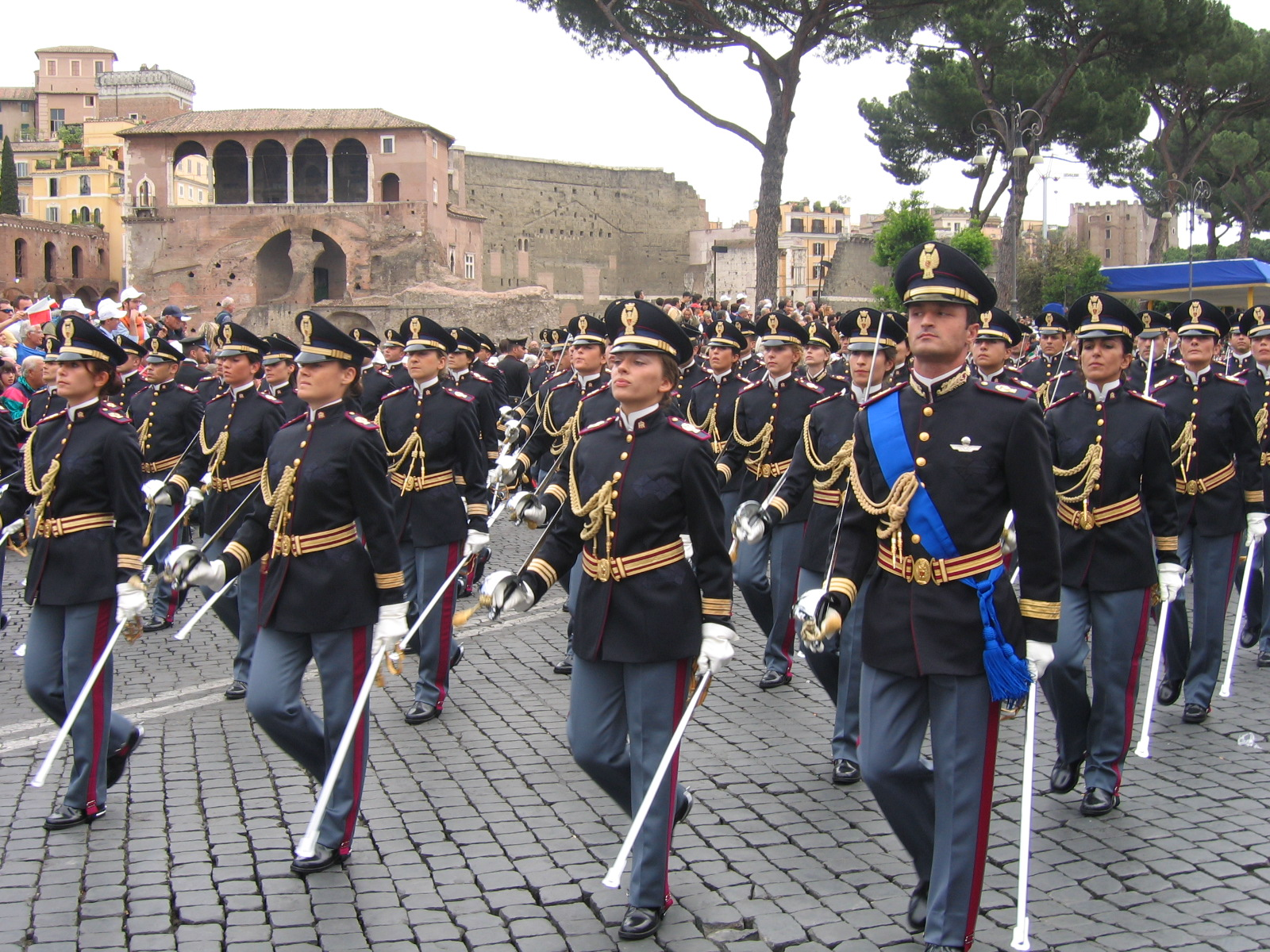
Turma de Comissários Aspirantes do Istituto Superiore di Polizia

Os candidatos à carreira são encaminhados para a Academia de Polícia e os policiais veteranos para os cursos avançados de especialização. A corporação tem cursos de treinamento básico para policiais recém admitidos, para técnicos operadores, para instrutores, pilotos, treinadores de cães, cavaleiros e cursos comunitários destinados a estreitar o relacionamento entre os cidadãos e a polícia.
Os Commissarios, são os chefes da Polizia di Stato. São egressos tanto da própria carreira policial, quanto de cidadãos do povo. É exigindo como pré-requisito para o cargo, a formação superior num dos seguintes cursos: Ciências da Administração Pública, Economia, Direito (giurisprudenza), Ciências Econômicas e Empresariais, ou Ciência Política. O candidato pode ainda possuir qualquer curso superior, mais o grau de mestrado em: Economia, Administração Pública, Direito ou Ciências empresariais.. A idade máxima para ingresso é 32 anos de idade. Contudo, quando o candidato é egresso dos próprios quadros da polícia, tal exigência é dispensada.

## Galeria

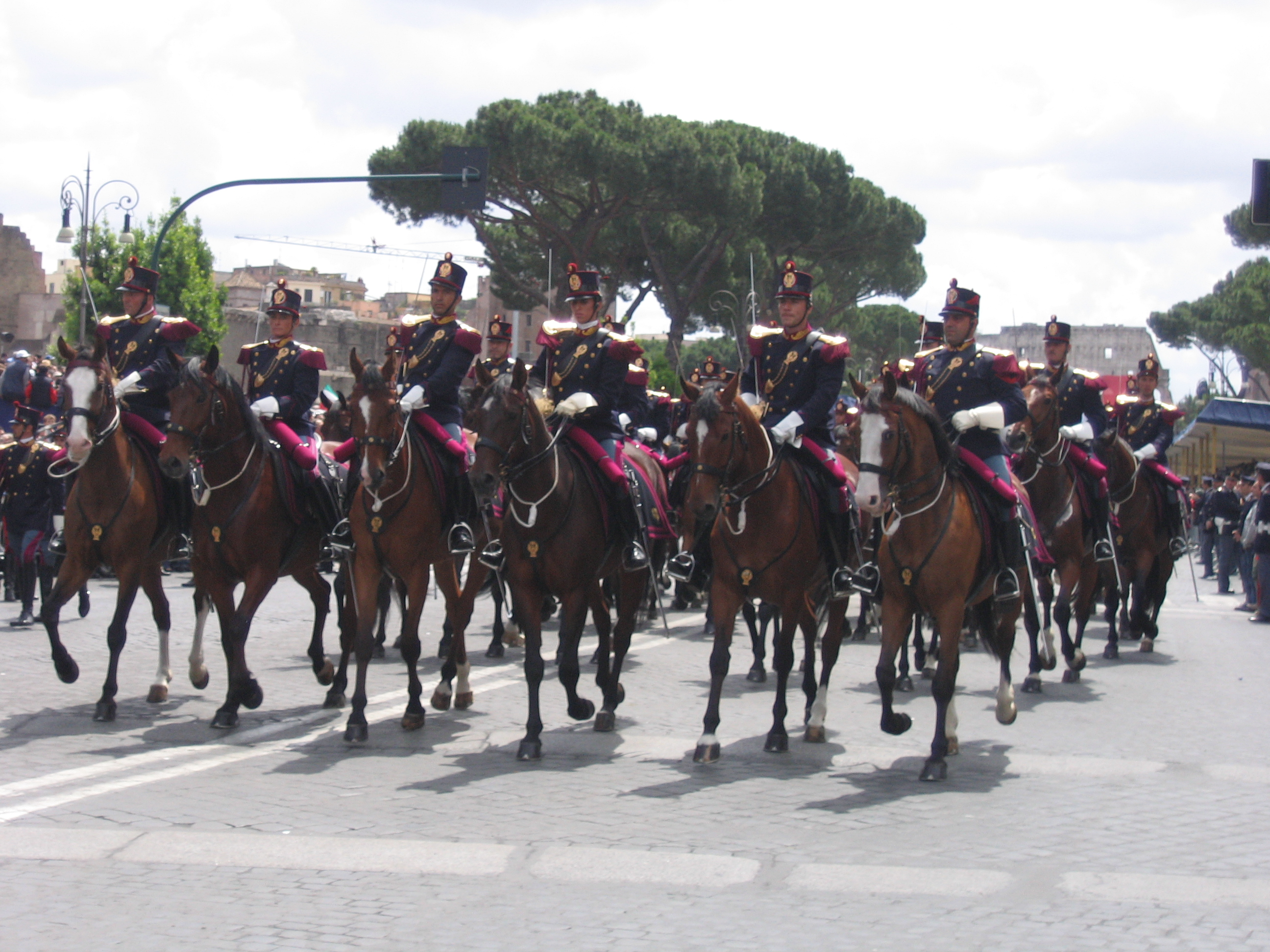
Esquadrão de Cavalaria da Polícia do Estado
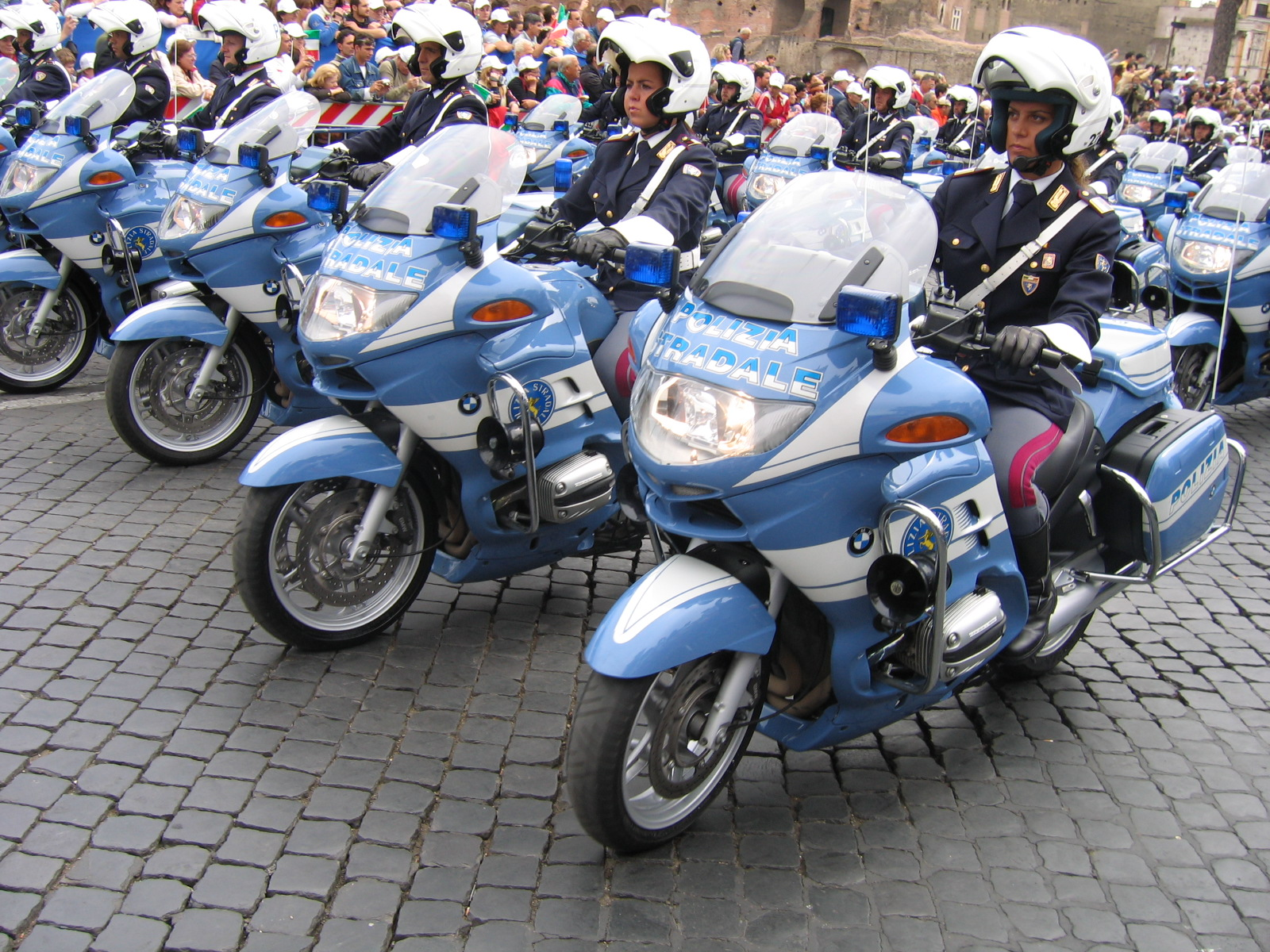
Motociclistas e batedores
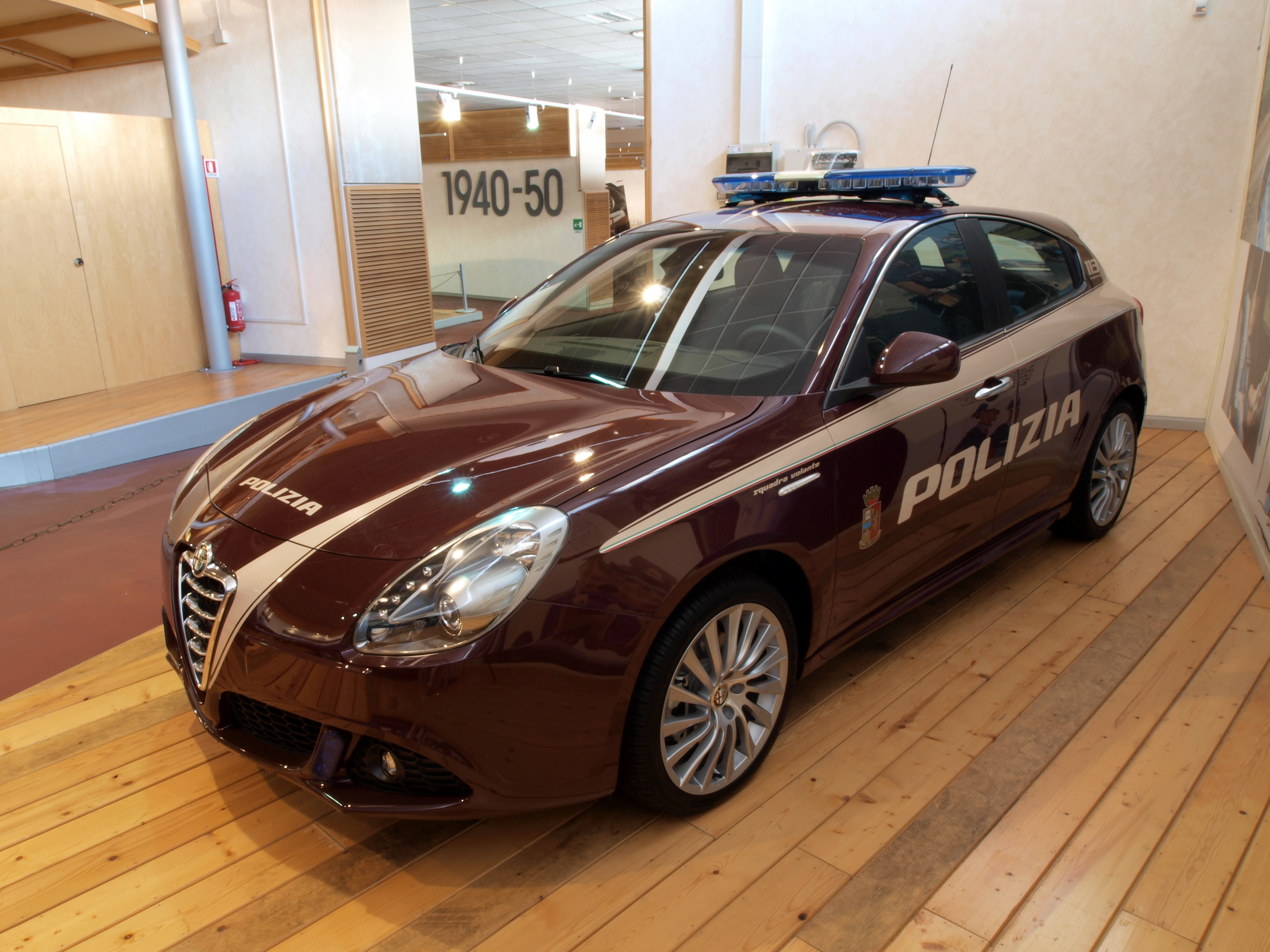
O Alfa Romeo Giulietta, com nova caracterização
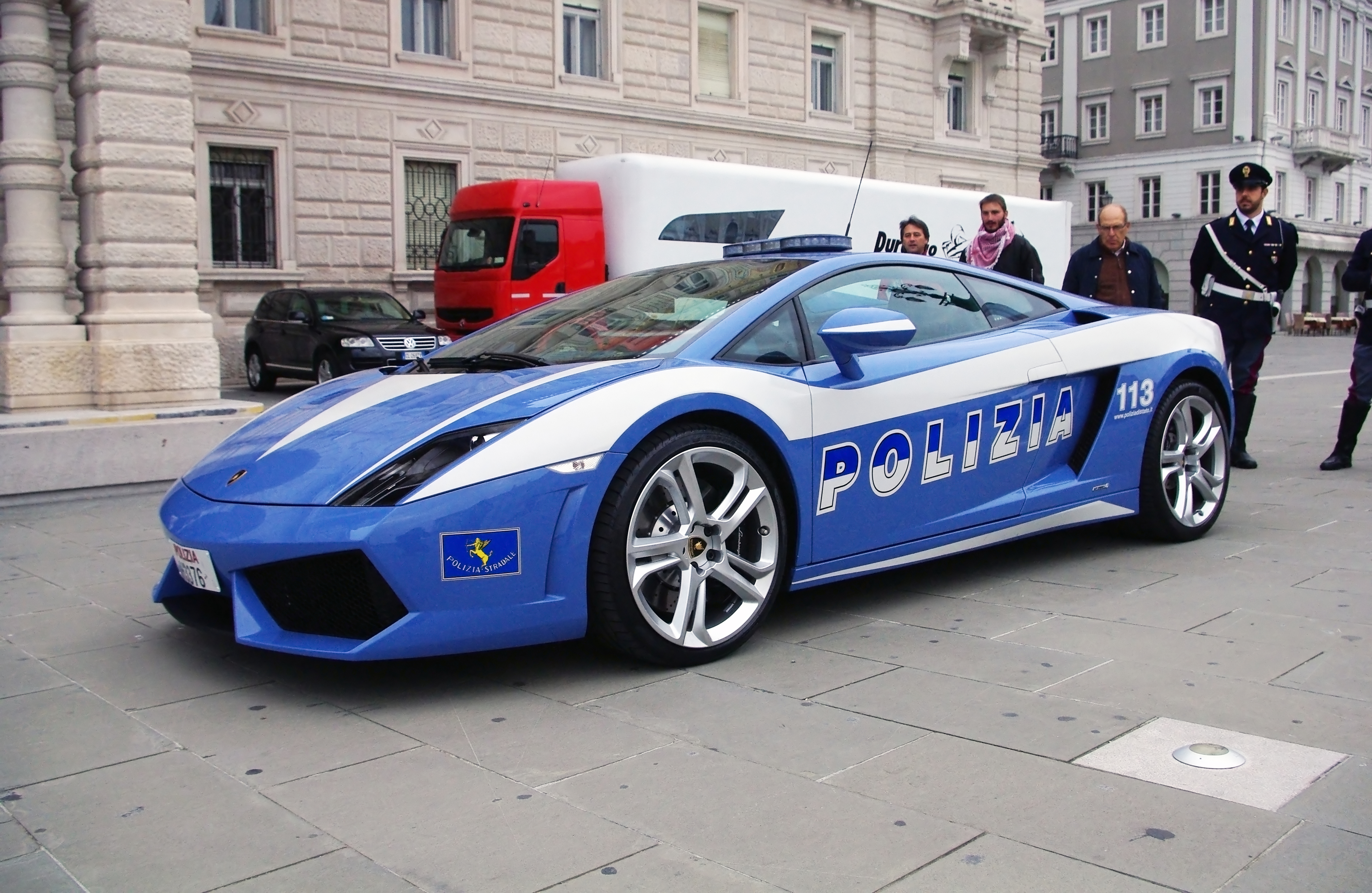
Um Lamborghini Gallardo da corporação